# Никола Мицев
Никола Михайлов Мицев (на македонска литературна норма: Никола Мицев) е югославски партизанин, деец на НОВМ и ветеринар.

## Биография
Роден е на 7 ноември 1913 година в Кратово. През 1935 година в Загреб основава с други студенти Македонското студентско дружество „Вардар“. Влиза в НОВМ през 1941 година. После става член на Инициативния комитет за свикване на АСНОМ, делегат е на Първото заседание на АСНОМ и член на АВНОЮ. През 1954 година завършва Ветеринарния факултет в Загреб.